# سوبرانی
سوبرانی (به انگلیسی: Sobranie) یک برند سیگار ایجاد شده در بریتانیا است؛ که در حال حاضر توسط تنباکوی ژاپن تولید می‌شود. این برند در سال ۱۸۷۹ پایه‌گذاری گردید.